# Glamsbjerg IF
Glamsbjerg IF er en dansk fodboldklub fra Glamsbjerg på Vestfyn. Klubben bedste seniorhold spiller pt. i serie 1.